# Tetraposporium asterinearum
Tetraposporium asterinearum är en svampart som beskrevs av S. Hughes 1951. Tetraposporium asterinearum ingår i släktet Tetraposporium, divisionen sporsäcksvampar och riket svampar.   Inga underarter finns listade i Catalogue of Life.